# Aleksander Mroczkowski (oficer)
Aleksander Jan Mroczkowski (ur. 18 czerwca 1893 w Nowej Wsi Królewskiej, zm. 11 marca 1933 w Obornikach) – major piechoty Wojska Polskiego, uczestnik I wojny światowej i wojny z bolszewikami oraz powstania wielkopolskiego i śląskiego , kawaler Orderu Virtuti Militari.

## Życiorys
Urodził się 18 czerwca 1893 w Nowej Wsi Królewskiej, w ówczesnej rejencji poznańskiej, w rodzinie Władysława i Marty z Paszkiewiczów . Absolwent seminarium nauczycielskiego w Rawiczu. Żołnierz w armii niemieckiej na froncie rumuńskim gdzie był ranny. Od grudnia 1918 służył w 2 Pułku Poznańskim im. Dąbrowskiego, a następnie 1 Pułku Rezerwowym Strzelców Wielkopolskich  i 68 pułku piechoty. 7 lutego 1919 Komisariat Naczelnej Rady Ludowej, na wniosek głównodowodzącego Siłami Zbrojnymi Polskimi w byłym zaborze pruskim, awansował go z sierżanta na podporucznika w piechocie ze starszeństwem z 21 stycznia 1919. 25 listopada 1920 został zatwierdzony z dniem 1 kwietnia 1920 w stopniu porucznika, w grupie oficerów byłej armii niemieckiej. Uczestnik powstania śląskiego w 1921. 3 maja 1922 został zweryfikowany w stopniu kapitana ze starszeństwem z 1 czerwca 1919 i 1017 lokatą w korpusie oficerów piechoty, a jego oddziałem macierzystym był nadal 68 pp. 10 lipca 1922 został zatwierdzony na stanowisku dowódcy batalionu w 55 Pułku Piechoty w Lesznie. W następnym roku pełnił w tym pułku służbę na stanowisku pełniącego obowiązki komendanta kadry batalionu zapasowego. W lutym 1925 został przydzielony z 55 pp do 14 Dywizji Piechoty w Poznaniu na stanowisko I oficera sztabu. 23 grudnia 1927 został przeniesiony do kadry oficerów piechoty z pozostawieniem na dotychczas zajmowanym stanowisku. 18 lutego 1928 został mianowany majorem ze starszeństwem z 1 stycznia 1928 i 26. lokatą w korpusie oficerów piechoty. W kwietniu 1928 został przeniesiony z 14 DP do 85 pułku piechoty w Nowej Wilejce na stanowisko oficera sztabowego pułku. W lipcu 1929 został przesunięty na stanowisko dowódcy batalionu. W marcu 1931 został przeniesiony do 1 pułku strzelców podhalańskich w Nowym Sączu na stanowisko dowódcy batalionu. W październiku tego roku został przesunięty na stanowisko kwatermistrza. Z dniem 30 września 1932 został przeniesiony w stan spoczynku. Jako oficer w stanie spoczynku pozostawał w ewidencji PKU Szamotuły i posiadał przydział do Oficerskiej Kadry Okręgowej Nr VII.
Zmarł 11 marca 1933 w Obornikach, „po długich i ciężkich cierpieniach” . Trzy dni później został pochowany na cmentarzu Górczyńskim w Poznaniu (kwatera III-4-19) . Był żonaty .

## Ordery i odznaczenia
- Krzyż Srebrny Orderu Wojskowego Virtuti Militari (20 maja 1921)[23][24]
- Krzyż Niepodległości (20 grudnia 1932)[25]
- Krzyż Walecznych (dwukrotnie)[1] [26]
- Złoty Krzyż Zasługi (10 listopada 1928)[27][28]